# Dorcus primigenius
Dorcus primigenius is een keversoort uit de familie vliegende herten (Lucanidae). De wetenschappelijke naam van de soort is voor het eerst geldig gepubliceerd in 1881 door Deichmuller.